# Mail (Unix)
mail – polecenie konsoli Uniksa działające jako klient poczty elektronicznej.

## Przykład
```
mail -s"To jest temat" uzytkownik@domena.pl
```

wysyła pustą wiadomość email z tematem To jest temat na adres uzytkownik@domena.pl.